# 地铁跑酷
《地铁跑酷》（也作“Subway Surf”、“地铁冲浪者”等）是一款多平台的基于触摸屏的无尽跑酷游戏，由Kiloo和Sybo开发。截至2013年3月，此游戏拥有2,650万日活跃用户，总下载数1亿3千万次，Kiloo计划在2013年达到共2亿5千万次的下载的目标，目前已累計超過十億次的下載。在中国大陆由创梦天地代理发行。

## 玩法
地铁跑酷中，玩家将以孩子Jake的身份躲避警察及獵狗的追捕，在三条铁轨中穿梭，迎面将会驰来列车。玩家要在躲避障礙物及警察的同時，儘可能多的獲取金幣。當用戶獲得一定數量的金幣後，可以購買道具及人物。
此遊戲不須聯網即可遊玩。但玩家可以在社交網站Facebook中與朋友分享最高成績，他們便會看到一個結果列表。

### 道具
地铁跑酷中有磁铁、飞行背包、双倍得分、运动鞋、滑板等道具，宝箱可在游戏中获得或在商店购买，其余道具则需在游戏过程中获得，并可在游戏内的商店中升级以延长有效时间。
超級宝箱（Super Mystery Box）可在連續完成若干個每日挑戰後获得也可通过完成成就来获得（需30倍以上），打开宝箱可获得金币、单次使用的道具、奖牌、人物等，但获奖上限比宝箱高。

## 開發歷史
在遊戲的預告影片在2012年9月在YouTube播放，同月登上App Store。

### 版本
地铁跑酷大约每一个月推出一版，主要是场景改变以及商店内新增限时人物及滑板，以前版本主要为节日场景，从1.6开始，场景均为“World Tour”，展示世界各地的不同风景。

## 外界評價
部分玩家認為此遊戲操作流暢，色彩鮮艷，耐玩性高。但有糖果大爆險玩家認為，此遊戲不及糖果大爆險好玩。
Metacritic評定地铁跑酷分數为71分（滿分100分），而其會員則評定此遊戲的分數为5.9分（滿分10分）。
另外，GameSpot.com的會員評定地铁跑酷有7分（滿分10分）的分數，並且認為地铁跑酷不是抄襲神廟逃亡。腾讯数码曾刊出一篇報導，指地铁跑酷在游戏玩法上比Temple Run更为丰富，更指地铁跑酷是“高端、大气、上档次”的。